# 瓦喬區
11°6′24″S 77°36′18″W / 11.10667°S 77.60500°W
瓦喬區（西班牙語：Distrito de Huacho），是秘魯的一個區，位於該國中南部利馬大區的瓦烏拉省，面積717.4平方公里，海拔高度30米，2005年人口54,887，人口密度每平方公里77人。